# 双棘轮算法
在密码学中，双棘轮算法（Double Ratchet Algorithm，以前称为Axolotl Ratchet）是由Trevor Perrin和Moxie Marlinspike在2013年开发的密钥管理算法。它可以用作安全协议的一部分。为即時通訊系统提供端到端加密。在初始密钥交换之后，它管理持续更新和维护短期会话密钥。它结合了基于迪菲-赫爾曼密鑰交換（DH）的密码棘轮和基于密钥派生函数（KDF）的棘轮，例如散列函数，因此被称为双棘轮。
通信双方为每个双棘轮消息派生出新密钥，使得旧的密钥不能从新的密钥计算得出。通信双方还将在消息中附加迪菲-赫尔曼公钥值。将迪菲-赫尔曼计算的结果将被混合到派生出的密钥中，使得新的密钥不能从旧的密钥计算得出。在一方密钥泄露的情况下，这些属性为泄漏前或泄漏后加密的消息提供一些保护。

## 算法概述

### KDF链
KDF链是双棘轮算法中的核心概念。KDF是这样一个密码学函数：输入一个秘密且随机的KDF密钥（KDF key）及其它一些输入数据，并返回输出数据。在密钥未知的前提下，输出的数据与随机数不可区分（也就是说，KDF满足密码学「PRF」的要求）。若密钥不是秘密且随机的，则KDF应仍然能作为密钥和输入数据的安全的密码学哈希。当HMAC和HKDF使用安全的哈希算法实例化时，二者的构造即满足KDF定义。
我们使用术语KDF链（KDF chain）表示如下流程：一个KDF输出的一部分作为输出密钥（Output key），而另一部分将取代KDF密钥，作为另一个KDF的输入密钥。
一个KDF链具有如下特性：

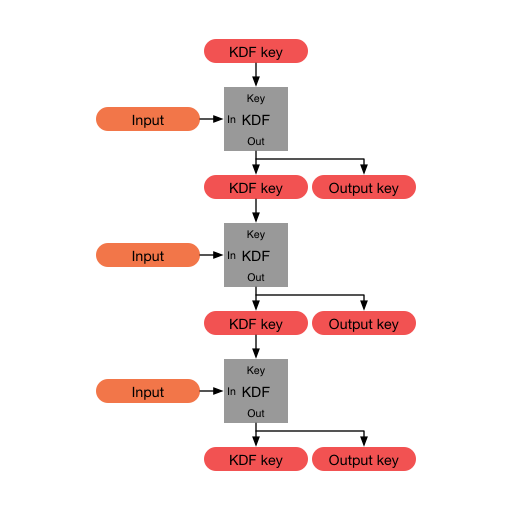
一个处理三个输入密钥并生成三个输出密钥的KDF链

- 弹性（resilience）：对于不知道KDF密钥的攻击者来说，输出密钥看起来是随机的。即使攻击者能控制KDF的输入，此条特性仍然成立。
- 前向安全性：对于知道某一时刻的KDF密钥的攻击者来说，旧的输出密钥看起来是随机的。
- 被攻破后的可恢复性（break-in recovery）：对于知道某一时刻的 KDF 密钥的攻击者来说，新的输出密钥看起来是随机的，只要新的输入中增加了足够的熵（entropy）。

在Alice和Bob之间的双棘轮会话中，双方保存的KDF密钥将用于三条链：根链（root chain）、发送链（sending chain）及接收链（receiving chain），Alice的发送链对应Bob的接收链，反之亦然。
Alice和Bob交换消息的同时，也交换新的迪菲-赫尔曼公钥，而迪菲-赫尔曼输出的密钥将作为根链的输入。根链输出的密钥将作为发送链和接收链的KDF密钥。这称为迪菲-赫尔曼棘轮（Diffie-Hellman ratchet）。
每发送和接收一条消息，发送链和接收链都将向前推进。相应的输出密钥将用于加密和解密消息。这称为对称密钥棘轮（symmetric-key ratchet）。

### 对称密钥棘轮
每条发送或接收的消息都使用一个唯一的消息密钥（message key）加密。消息密钥是发送KDF链和接收KDF链的输出密钥。这些链的KDF密钥称为链密钥（chain key）。
由于发送链和接收链的KDF输入是常数，所以这两条链不具备被攻破后的可恢复性。发送链和接收链只能确保每条消息使用唯一的密钥加密，而此密钥在加密或解密后可以删除。由一个给定的链密钥计算下一个链密钥和消息密钥的过程，称为对称密钥棘轮（symmetric-key ratchet）的棘轮步进（ratchet step）。

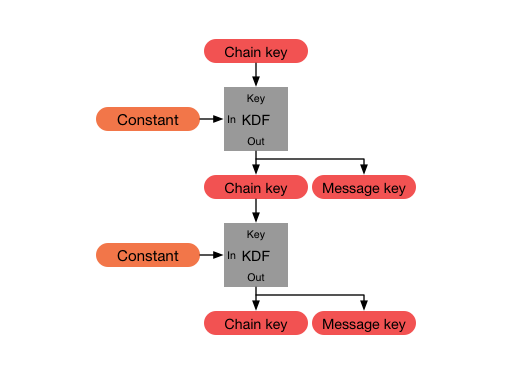
对称密钥棘轮的两次棘轮步进

由于消息密钥不用于派生其它密钥，因此可以保存起来而不影响其它消息密钥的安全性。这将有助于处理消息的丢失或乱序。

### 迪菲-赫尔曼棘轮
如果中间攻击者窃取了其中一方的发送链密钥和接收链密钥，那么他可以计算此后所有的消息密钥，并解密对应的消息。为了避免这种情况，双棘轮算法将对称密钥棘轮与DH棘轮组成在一起，使用后者基于迪菲-赫尔曼的输出更新链密钥。
为了实现DH棘轮，通信双方各自生成一个DH密钥对（迪菲-赫尔曼公钥和私钥）作为当前的棘轮密钥对（ratchet key pair）。从任意一方发出的每一条消息都将携带一个消息头，其中包含发送者当前的棘轮公钥。当接收到远端发送过来的新的棘轮公钥时，本端将实施一次DH棘轮步进（DH ratchet step），生成一个新的棘轮密钥对以取代本端当前的密钥对。
通信双方交替地更新棘轮密钥对，使之形成一个「乒乓」行为模式。仅截获了其中一方的窃听者可能得到当前棘轮私钥的值，但此棘轮私钥将最终被未泄露的棘轮私钥取代。那时，棘轮密钥对之间的迪菲-赫尔曼计算将定义一个对攻击者未知的新的DH输出。

### 双棘轮
将对称密钥棘轮和DH棘轮组合在一起，形成了双棘轮：
- 当发送或接收消息时，执行一次发送链或接收链的对称密钥棘轮步进，以派生新的消息密钥。
- 当接收到新的棘轮公钥时，在对称密钥棘轮步进之前，执行一次DH棘轮步进，以更新链密钥。

## 应用
以下是使用双棘轮算法或其定制化实现的应用程序列表：
- ChatSecure[a]
- Conversations[a]
- Cryptocat[a][7]
- Facebook Messenger[b][c][8]
- G Data Secure Chat[c][9][10]
- Gajim[a][d]
- Google Allo[e][c][11]
- Haven[c][12][13]
- Pond[14]
- Riot[f][15]
- Signal[c]
- Silent Phone[g][16]
- Skype[h][c][17]
- Viber[i][18]
- WhatsApp[c][19]
- Wire[j][20]

## 备注
1. 1 2 3 4  Via the OMEMO protocol
2. ↑  Only in "secret conversations"
3. 1 2 3 4 5 6 7  Via the Signal Protocol
4. ↑  A third-party plug-in must be installed separately
5. ↑  Only in "incognito mode"
6. ↑  Via the Matrix protocol
7. ↑  Via the Zina protocol
8. ↑  Only in "private conversations"
9. ↑  Viber "uses the same concepts of the "double ratchet" protocol used in Open Whisper Systems Signal application"
10. ↑  Via the Proteus protocol